# وليفة (اسم)
وليفة هو اسم علم مؤنث من أصل عربي، ومعناه هو الأصيلة ذات النسب العريق، الكريمة النفيسة الذكية الفهيمة.

## وصلات خارجية
- موسوعة السلطان قابوس لأسماء العرب